# Іверовське
Іверовське (рос. Иверовское) — присілок в Старицькому районі Тверської області Російської Федерації.
Населення становить 36 осіб. Входить до складу муніципального утворення сільське поселення Паньково.

## Історія
Від 2005 року входить до складу муніципального утворення сільське поселення Паньково. Раніше населений пункт належав до Новського сільського округу.

## Населення
| 1859 | 1886 | 2002 | 2008 | 2010 |
| ---- | ---- | ---- | ---- | ---- |
| 264  | ↗309 | ↘32  | ↗36  | →36  |